# تخزين مؤقت مكاني للبوتاسيوم
التخزين المؤقت المكاني للبوتاسيوم هو آلية لتنظيم تركيز البوتاسيوم خارج الخلية بواسطة الخلايا النجمية. من الآليات الأخرى لإزالة البوتاسيوم النجمي امتصاص كلوريد البوتاسيوم بواسطة الناقل أو القناة. يميل إعادة استقطاب الخلايا العصبية إلى زيادة تركيز البوتاسيوم في السائل خارج الخلية. إذا حدث ارتفاع كبير، فسوف يتداخل مع الإشارات العصبية عن طريق إزالة الاستقطاب من الخلايا العصبية. تحتوي الخلايا النجمية على عدد كبير من قنوات أيونات البوتاسيوم التي تسهل إزالة أيونات البوتاسيوم من السائل خارج الخلية. يتم تناولها في منطقة واحدة من الخلية النجمية ثم يتم توزيعها في جميع أنحاء سيتوبلازم الخلية، ثم إلى جيرانها عبر تقاطعات الفجوة. هذا يحافظ على البوتاسيوم خارج الخلية عند مستويات تمنع التداخل مع الانتشار الطبيعي لإمكانات الفعل.

## التخزين المؤقت المكاني للبوتاسيوم
الخلايا الدبقية، التي كان يُعتقد في السابق أن لها دورًا سلبيًا في الجهاز العصبي المركزي، هي منظمات نشطة للعديد من الوظائف في الدماغ، بما في ذلك إزالة الناقل العصبي من نقاط الاشتباك العصبي، والتوجيه أثناء الهجرة العصبية، والتحكم في انتقال الخلايا العصبية المتشابكة، والحفاظ على بيئة أيونية مثالية للنشاط. الاتصالات بين الخلايا العصبية في الجهاز العصبي المركزي.
اليورونات محاطة بسائل خارج الخلية غني بأيونات الصوديوم وفقيرة في أيونات البوتاسيوم. تنعكس تركيزات هذه الأيونات داخل الخلايا. بسبب الاختلاف في التركيز، هناك تدرج كيميائي عبر غشاء الخلية، مما يؤدي إلى تدفق الصوديوم وتدفق البوتاسيوم. عندما يحدث جهد الفعل، يحدث تغيير كبير في تركيز البوتاسيوم خارج الخلية بسبب الحجم المحدود للفضاء خارج الخلية في الجهاز العصبي المركزي. يؤثر التغيير في تركيز البوتاسيوم في الفضاء خارج الخلية على مجموعة متنوعة من العمليات العصبية، مثل الحفاظ على إمكانات الغشاء، وتفعيل وتعطيل القنوات ذات الجهد الكهربائي، والانتقال المشبكي، والنقل الكهربائي للناقل العصبي. يمكن أن يؤثر تغيير تركيز البوتاسيوم خارج الخلية من 3 ملي مول على النشاط العصبي. لذلك، هناك آليات خلوية متنوعة للتحكم الصارم في أيونات البوتاسيوم، وأكثر الآليات المقبولة على نطاق واسع هي آلية التخزين المؤقت لأيون بوتاسيوم موجب الشحنة المكانية. صرح أوركاند وزملاؤه الذين وضعوا نظرية التخزين المؤقت المكاني لأول مرة أنه «إذا أصبحت الخلية الدبقية غير مستقطبة بواسطة أيون بوتاسيوم موجب الشحنة التي تراكمت في الشقوق، فإن التيار الناتج يحمل أيون بوتاسيوم موجب الشحنة إلى الداخل في منطقة [أيون بوتاسيوم موجب الشحنة] العالية ويخرج مرة أخرى، من خلال الخلايا الدبقية المقترنة كهربائيًا في انخفاض [أيون بوتاسيوم موجب الشحنة] المناطق»في النموذج الذي قدمه أوركاند وزملاؤه ، تمتص الخلايا الدبقية وتقطع أيونات البوتاسيوم من منطقة ذات تركيزات عالية إلى منطقة ذات تركيز منخفض مما يحافظ على تركيز البوتاسيوم منخفضًا في الفضاء خارج الخلية. تعتبر الخلايا الدبقية مناسبة تمامًا لنقل أيونات البوتاسيوم لأنها تتمتع بنفاذية عالية بشكل غير عادي لأيونات البوتاسيوم وتقطع مسافات طويلة من خلال شكلها الممدود أو من خلال اقترانها ببعضها البعض.

### آلية تنظيم البوتاسيوم
يمكن تصنيف التخزين المؤقت للبوتاسيوم على نطاق واسع إلى فئتين: امتصاص البوتاسيوم والتخزين المؤقت المكاني للبوتاسيوم. لامتصاص البوتاسيوم ، تؤخذ أيونات البوتاسيوم الزائدة مؤقتًا في الخلايا الدبقية من خلال الناقلات، أو قنوات البوتاسيوم. من أجل الحفاظ على الحياد الإلكتروني، يترافق تدفق البوتاسيوم إلى الخلايا الدبقية مع تدفق الكلور أو تدفق الصوديوم. من المتوقع أنه عندما يتراكم البوتاسيوم داخل الخلايا الدبقية، يحدث تدفق للماء وتورم. للتخزين المؤقت المكاني للبوتاسيوم، تقوم الخلايا الدبقية المقترنة وظيفيًا بنفاذية البوتاسيوم العالية بنقل أيونات البوتاسيوم من مناطق تركيز البوتاسيوم المرتفع إلى مناطق تركيز البوتاسيوم المنخفض. تيار البوتاسيوم مدفوع بالفرق في إمكانات الغشاء المخلوي الدبقي وإمكانات توازن البوتاسيوم المحلي. عندما تزداد منطقة واحدة من تركيز البوتاسيوم، هناك قوة دافعة صافية تتسبب في تدفق البوتاسيوم إلى الخلايا الدبقية. يتسبب دخول البوتاسيوم في إزالة الاستقطاب الموضعي الذي ينتشر إلكترونيًا عبر شبكة الخلايا الدبقية مما يؤدي إلى خروج القوة الدافعة الصافية للبوتاسيوم من الخلايا الدبقية. تسبب هذه العملية تشتت البوتاسيوم المحلي مع اكتساب صافٍ ضئيل لأيونات البوتاسيوم داخل الخلايا الدبقية، والذي بدوره يمنع التورم. إزالة استقطاب الخلايا الدبقية الناجم عن نشاط الخلايا العصبية يطلق البوتاسيوم في مجرى الدم، والذي كان يُفترض على نطاق واسع أنه سبب في ارتخاء الأوعية الدموية، وجد أن تأثيره ضئيل على الاقتران الوعائي العصبي. على الرغم من كفاءة آليات التخزين المؤقت المكاني للبوتاسيوم، في مناطق معينة من الجهاز العصبي المركزي، يبدو تخزين البوتاسيوم أكثر اعتمادًا على آليات الامتصاص النشطة بدلاً من التخزين المؤقت المكاني. لذلك، لا يزال الدور الدقيق للتخزين المكاني للبوتاسيوم الدبقي في مناطق مختلفة من دماغنا غير مؤكد.

### قناة كير
إن النفاذية العالية لأغشية الخلايا الدبقية إلى أيونات البوتاسيوم هي نتيجة للتعبير عن كثافات عالية لقنوات انتقائية للبوتاسيوم مع احتمال كبير مفتوح عند إمكانات الغشاء السكون. تسمح قنوات كير، وهي قنوات تصحيح البوتاسيوم إلى الداخل، بمرور أيونات البوتاسيوم إلى الداخل بسهولة أكبر من الخارج. كما أنها تعرض توصيلًا متغيرًا يرتبط ارتباطًا إيجابيًا بتركيز البوتاسيوم خارج الخلية: كلما زاد تركيز البوتاسيوم خارج الخلية، زادت الموصلية.